# Erioptera (Erioptera) horii
Erioptera (Erioptera) horii is een tweevleugelige uit de familie steltmuggen (Limoniidae). De soort komt voor in het Palearctisch gebied.